# Kolonia (Świętajno)
Kolonia (deutsch Grünwalde) ist ein Dorf in der polnischen Woiwodschaft Ermland-Masuren. Es gehört zur Gmina Świętajno (Landgemeinde Schwentainen, 1938 bis 1945 Altkirchen (Ostpr.)) im Powiat Szczycieński (Kreis Ortelsburg).

## Geographische Lage
Kolonia liegt südlich des Ratzeburger Sees (polnisch Jezioro Świętajno Łąckie) in der südlichen Mitte der Woiwodschaft Ermland-Masuren, 19 Kilometer östlich der Kreisstadt Szczytno (deutsch Ortelsburg).

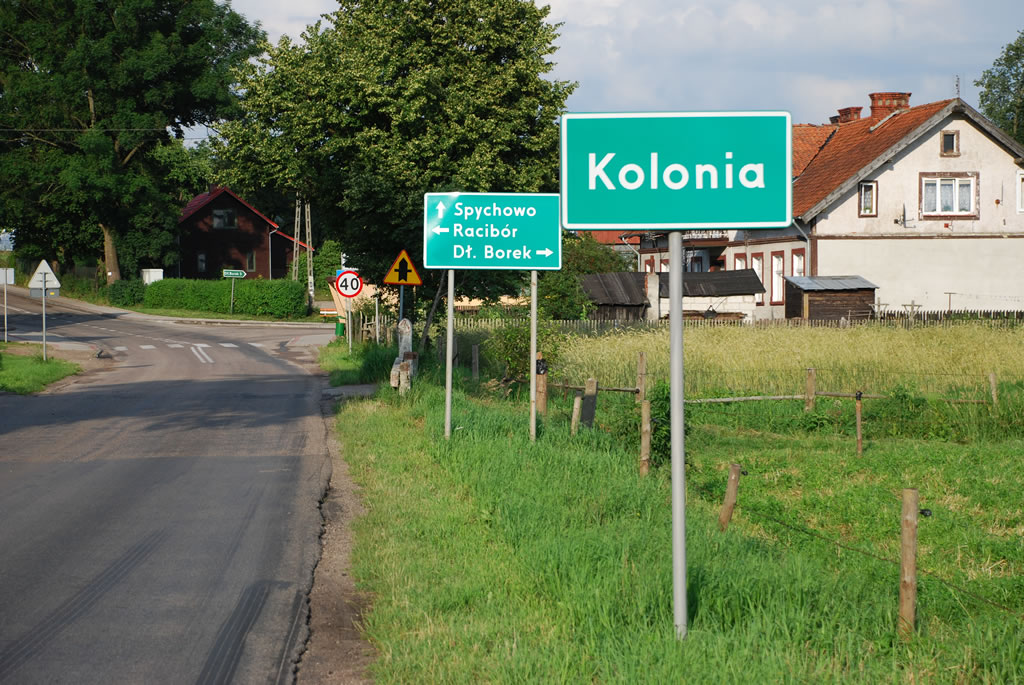
Ortseinfahrt Kolonia

## Geschichte
Grünwalde wurde von deutschen Rückwanderern aus dem nördlichen Ostpreußen gegründet. Die Rodung erfolgte im Jahre 1820. 16 bäuerliche Ackerwirte, acht Eigenkätner sowie ein Schmied und ein Schullehrer schlugen hier ihre Wohnsitze auf. Im Jahre 1864 wurde der Nachbarort Gurken (polnisch Górki, nicht mehr existent) eingemeindet.
Im Jahre 1874 kam Grünwalde zum neu errichteten Amtsbezirk Schwentainen (polnisch Świętajno), der – 1938 in „Amtsbezirk Altkirchen (Ostpr.)“ umbenannt – bis 1945 bestand und zum ostpreußischen Kreis Ortelsburg gehörte. 654 Einwohner waren im Jahre 1910 in Grünwalde registriert.
Aufgrund der Bestimmungen des Versailler Vertrags stimmte die Bevölkerung in den Volksabstimmungen in Ost- und Westpreussen am 11. Juli 1920 über die weitere staatliche Zugehörigkeit zu Ostpreußen (und damit zu Deutschland) oder den Anschluss an Polen ab. In Grünwalde stimmten 467 Einwohner für den Verbleib bei Ostpreußen, auf Polen entfielen keine Stimmen.
Am 30. September 1928 vergrößerte sich die Landgemeinde Grünwalde um das Nachbardorf Lontzig (polnisch Łąck Wielki), das eingemeindet wurde. Die Zahl der Einwohner stieg bis 1933 auf 676 und belief sich 1939 auf 725.
Grünwalde kam 1945 in Kriegsfolge mit dem gesamten südlichen Ostpreußen zu Polen und erhielt die polnische Namensform „Kolonia“. Heute ist das Dorf Sitz eines Schulzenamts (polnisch Sołectwo) und als solches eine Ortschaft im Verbund der Gmina Świętajno (Landgemeinde Schentainen, 1938 bis 1945 Altkirchen (Ostpr.)) im Powiat Szczycieński (Kreis Ortelsburg), bis 1998 der Woiwodschaft Olsztyn, seither der Woiwodschaft Ermland-Masuren zugehörig. Die Zahl der Einwohner belief sich im Jahre 2011 auf 780.

## Kirche
Bis 1945 war das Dorf Grünwalde mit Gurken und Lontzig in die evangelische Kirche Schwentainen (Kreis Ortelsburg), die Försterei in die Kirche Puppen in der Kirchenprovinz Ostpreußen der Kirche der Altpreußischen Union, außerdem in die römisch-katholische Kirche Ortelsburg im Bistum Ermland eingepfarrt.
Heute gehört Kolonia evangelischerseits zur Pfarrei Szczytno in der Diözese Masuren der Evangelisch-Augsburgischen Kirche in Polen. Katholischerseits gibt es in Kolonia jetzt eine Kapelle, die von der St.-Andreas-Bobola-Pfarrei Świętajno im jetzigen Erzbistum Ermland aus betreut wird.

## Schule
Die Schule in Grünwalde war eine Gründung Friedrich Wilhelms III. Im Jahre 1916 errichtete man ein neues Gebäude mit Platz für vier Klassen und vier Lehrerwohnungen.

## Verkehr
Kolonia liegt an einer Nebenstraße, die von Spychowo (Puppen) an der Landesstraße 59 nach Świętajno führt. Außerdem enden in Kolonia Nebenstraßen aus nördlicher und aus südlicher Richtung.
Kolonia ist Bahnstation an der Bahnstrecke Olsztyn–Ełk (deutsch Allenstein–Lyck).

## Persönlichkeiten

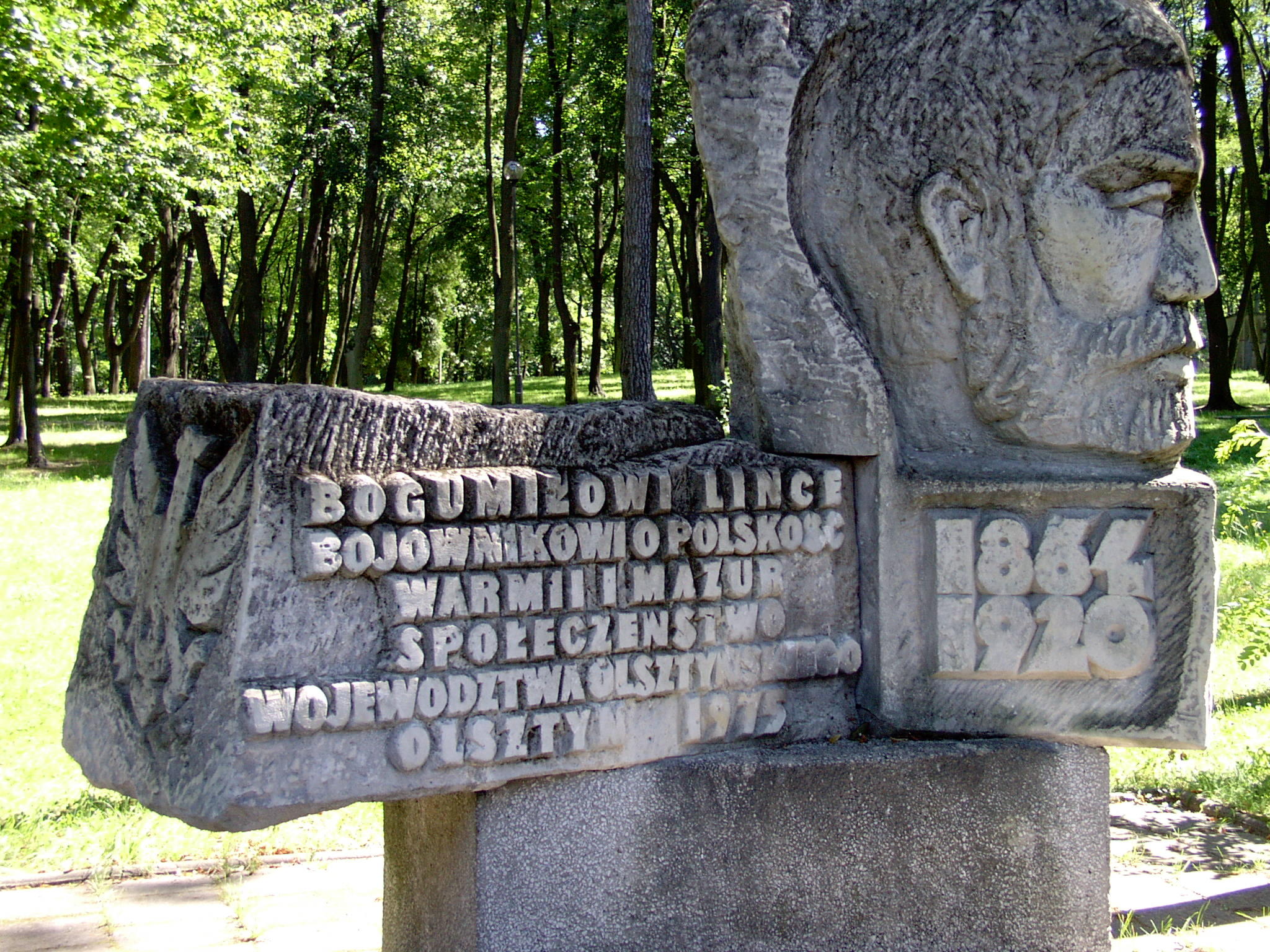
Denkmal für Bogumił Linka in Olsztyn (Allenstein)

### Aus dem Ort gebürtig
- Gottlieb (= Bogumił) Linka (* 5. Februar 1865 im Ortsteil Gurken,  polnisch Górki), polnisch-masurischer Sozialaktivist († 1920)